# Partens
Els partens (en llatí partheni o parthini, en grec antic Παρθηνοί, Παρθινοί) eren un poble d'Il·líria al nord d'Epidamnus, veïns dels taulantis (taulantii).
L'any 229 aC, a la Primera guerra il·líria, se'ls menciona moltes vegades, però més aviat com a aliats dels romans i no pas enemics, perquè sembla que al mateix inici de la guerra van ser sotmesos, segons Polibi i Titus Livi. A la mort del rei Filip V de Macedònia (179 aC) el principat il·liri governat per Pleurat, que era aliat dels romans, va ser unit al territori dels partens. La seva ciutat principal era Partos, que va ocupar Juli Cèsar, i també tot el país, en la seva lluita contra Gneu Pompeu Magne durant la Segona Guerra Civil romana.
La principal ciutat dels partens era Partos, de la que no se'n coneix la situació exacta. Era famosa una ciutat fortificada, Dimale, situada en el seu territori i que es considerava inexpugnable, amb dues ciutadelles unides per un mur, de la que parla Polibi. No es coneix tampoc la seva situació, però havia d'estar entre Lissus i Epidamnus. Titus Livi menciona dues altres fortaleses, Eugenium i Bargalum.